# Mexacris annulicornis
Mexacris annulicornis är en insektsart som först beskrevs av Morgan Hebard 1932.  Mexacris annulicornis ingår i släktet Mexacris och familjen gräshoppor. Inga underarter finns listade i Catalogue of Life.